# Electronic Entertainment Expo 2019
L’Electronic Entertainment Expo 2019, communément appelé E3 2019, est la 25e édition d'un salon consacré exclusivement aux jeux vidéo organisé par l'Entertainment Software Association. L'événement se déroule au Palais des congrès de Los Angeles (en Californie), du 11 au 13 juin 2019.
Pour la première fois depuis 24 ans, Sony ne présente pas de conférence.

## Conférences des éditeurs

### Electronic Arts
Electronic Arts a tenu plusieurs directs le 8 juin à partir de 9 h 15 PDT (UTC−7) (18 h 15 CEST).
Lors de cet EA Play, Star Wars Jedi: Fallen Order, Apex Legends, Battlefield V, FIFA 20, Madden NFL 20 et Les Sims 4 ont été présentés.

### Microsoft
Microsoft a tenu sa conférence le 9 juin à 13 h PDT (UTC−7) au Microsoft Theater (22 h CEST).
Les jeux suivants ont été présentés : The Outer Worlds, Bleeding Edge, Ori and the Will of the Wisps, Minecraft: Dungeons, Star Wars Jedi: Fallen Order, Blair Witch, Cyberpunk 2077, Spiritfarer, Battletoads, The Legend of Wright, Flight Simulator, Age of Empires II: Definitive Edition, Wasteland 3, Psychonauts 2, Lego Star Wars: The Skywalker Saga, Dragon Ball Z: Kakarot, 12 Minutes, Way to the Woods, Gears 5, Dying Light 2, Forza Horizon 4: Lego Speed Champions, State of Decay 2: Heartland, Phantasy Star Online 2, CrossfireX, Tales of Arise, Borderlands 3, Elden Ring et Halo Infinite.
La prochaine Xbox, la Xbox Series, a aussi été officialisée pour fin 2020. Matt Booty a également annoncé que Microsoft Studios a fait l'acquisition de Double Fine Productions.

### Bethesda
Bethesda Softworks a tenu sa conférence le 9 juin à 17 h 30 PDT (UTC−7) (2 h 30 CEST).
Les jeux Fallout 76, The Elder Scrolls: Blades, Ghostwire: Tokyo, The Elder Scrolls Online, Commander Keen Mobile, The Elder Scrolls: Legends, Rage 2, Wolfenstein: Cyberpilot, Wolfenstein: Youngblood, Deathloop et Doom Eternal ont été présentés.

### Devolver Digital
Devolver Digital a tenu sa conférence le 9 juin à 19 h PDT (UTC−7) (4 h CEST).
Les jeux Fall Guys: Ultimate Knockout, Devolver Bootleg, Carrion, Enter the Gungeon, The Messenger et My Friend Pedro ont été présentés.

### UploadVR
UploadVR a diffusé sa présentation pré-enregistrée le 10 juin à 9 h PDT (UTC−7) (18 h CEST).

### PC Gaming Show
PC Gamer a tenu sa conférence le 10 juin à 10 h PDT (UTC−7) (19 h CEST).
Les jeux Evil Genius 2, Vampire: The Masquerade - Bloodlines 2, Starmancer, Chivalry II, Mosiac, Midnight Ghost Hunt, Unexplored 2: A Wayfarer's Journey, Mutant Year Zero: Road to Eden, Conan Unconquered, Moons of Madness, Conan: Chop-Chop, Last Oasis, Age of Wonders: Planetfall, Zombie Army 4, Remnant: From the Ashes, Griftlands, Planet Zoo, Shenmue III, Songs of Conquest, Warhammer: Vermintide 2, Per Aspera, Ancestors: The Humankind Odyssey, Auto Chess, Cris Tales, Valfaris, Borderlands 3, Maneater, Terraria, Telling Lies, Warframe, Genesis Noir, El Hijo, et Baldur's Gate III ont été présentés.

### Limited Run Games
Limited Run Games a tenu sa conférence le 10 juin à 12 h PDT (UTC−7) (21 h CEST). 

### Ubisoft
Ubisoft a tenu sa conférence le 10 juin à 13 h PDT (UTC−7) (21 h CEST).
Les jeux Watch Dogs Legion, Tom Clancy's Rainbow Six Siege, Brawlhalla, Tom Clancy's Ghost Recon Breakpoint, Tom Clancy's Elite Squad, Just Dance 2020, For Honor, Clancy's Rainbow Six Quarantine, Tom Clancy's The Division 2, Roller Champions et Immortals Fenyx Rising ont été présentés.

### AMD
AMD a tenu sa conférence le 10 juin à 15 h PDT (UTC−7) (0 h CEST).

### Kinda Funny Games
Kinda Funny a diffusé sa présentation pré-enregistrée le 10 juin à 16 h 30 PDT (UTC−7) (1 h 30 CEST).

### Square Enix
Square Enix a tenu sa conférence le 10 juin à 18 h PDT (UTC−7) (3 h CEST).
Les jeux Final Fantasy VII Remake, Life is Strange 2, Final Fantasy Crystal Chronicles, Octopath Traveler, The Last Remnant Remastered, Dragon Quest Builders 2, Dragon Quest XI, Circuit Superstars, Battalion 1944, Final Fantasy XIV, Dying Light 2, Romancing SaGa 3, Final Fantasy: Brave Exvius, War of the Visions: Final Fantasy Brave Exvius, Outriders, Oninaki, Final Fantasy VIII et Marvel's Avengers ont été présentés.

### Nintendo
La conférence de presse de Nintendo est présentée sous la forme d'un Nintendo Direct pré-enregistré le 11 juin à 9 h PDT (UTC−7) (18 h CEST).
Les jeux Dragon Quest XI : Les Combattants de la destinée, Luigi's Mansion 3, The Dark Crystal: Age of Resistance Tactics, The Legend of Zelda: Link's Awakening, Trials of Mana, Collection of Mana, The Witcher 3: Wild Hunt, Fire Emblem: Three Houses, plusieurs Resident Evil, No More Heroes 3, Contra: Rogue Corps, Daemon X Machina, un remake de Panzer Dragoon, Pokémon Épée et Bouclier, Astral Chain, Empire of Sin, Marvel Ultimate Alliance 3: The Black Order, Cadence of Hyrule, Mario et Sonic aux Jeux olympiques de Tokyo 2020, Animal Crossing: New Horizons, The Legend of Zelda: Tears of the Kingdom; ainsi que le héros de Dragon Quest XI et Banjo & Kazooie de Banjo-Kazooie en personnages DLC pour Super Smash Bros. Ultimate ont été présentés.

## Jeux notables présents lors de l'E3 2019
- Cyberpunk 2077
- Watch Dogs: Legion
- Elden Ring
- The Legend of Zelda: Tears of the Kingdom
- Halo Infinite